# Дерегус Наталія Михайлівна
Ната́лія Миха́йлівна Дере́гус-Лоренс (нар. 24 жовтня 1931, Харків) — українська скульпторка, народна художниця України.

## Біографія
Народилася 24 жовтня 1931 року в місті Харків в родині українського живописця Михайла Дерегуса.
1957 року закінчила Київський державний художній інститут, де навчалася у майстерні М. Лисенка, І. Макогона, О. Олійника.
У 1960 році вступила до Національної спілки художників України.
За ескізами художниці Національний банк України викарбував ювілейні монети «Михайло Дерегус» (2004, у співавторстві з Мариною Дерегус) і «Борис Лятошинський» (2005, у співавторстві з Мариною Дерегус і Борисом Груденком). 

## Твори
- Меморіальний комплекс «Курган бойової слави» (1966, Охтирський район, Сумська обл.)
- Пам'ятник Віктору Кирпичову (1998, Київ)
- Пам'ятник Степану Тимошенку (1998, Київ)
- Пам'ятник Івану Мазепі (1995, Львівська область, архітектор О. К. Стукалов)
- Пам'ятник Миколі Пирогову (1971, граніт, у співавторстві з Л. Д. Сабанеєвою)
- Пам'ятний знак робітникам і службовцям Київського ремонтно-експлуатаційного депо імені В. Леніна, загиблим у Великій Вітчизняній війні (1983, Київ, архітектор О. К. Стукалов)
- Пам'ятник Михайлу Остроградському (2001, Полтава)
- Меморіальна дошка на честь М. І. Пирогова (1973, Київ)
- Меморіальна дошка на честь Г. Й. Сухомела (1973, Київ)
- Меморіальна дошка на честь А. О. Сапєгіна (1974, Київ)
- Меморіальна дошка на честь М. Ф. Романова (1975, Київ)
- Меморіальна дошка на честь М. В. Микиші (1976, Київ)
- Меморіальна дошка на честь П. М. Усенка (1978, Київ)
- Анотаційна дошка на честь Л. М. Толстого (1978, Київ; архітектор К. Сидоров). Дошка — бронза.
- Меморіальна дошка на честь М. В. Лисенка (Київ, архітектор О. К. Стукалов)
- Меморіальна дошка на честь В. Ф. Войно-Ясенецького (2011, Київ)
- Меморіальна дошка на честь В. О. Караваєва (2011, Київ)
- Меморіальна дошка на честь М. О. Булгакова (2012, Київ)
- Меморіальна дошка на честь В. А. Суботіна (2012, Київ)
- Скульптурний портрет «Ван Кліберн» (1961)
- Скульптурний портрет «Художник Е. І. Коган»
- Скульптурний портрет «Олександр Цулукідзе»
- Скульптурний портрет «Заслужений майстер спорту Арам Ялтирян»
- Скульптурний портрет «Поет Павло Усенко»
- Скульптурний портрет «Валерій Лобановський»
- Скульптура «Сонце, Повітря і Вода»
- Скульптура «Господиня землі»
- Скульптура «Мадонна XX сторіччя»
- Надгробок на могилі Д. О. Мілютенка на Байковому цвинтарі в Києві (встановлений в 1969)

## Відзнаки
- «Заслужений діяч мистецтв України» (1993)
- «Народний художник України» (2003)

## Галерея

Меморіальна дошка на честь М.В. Микиші
Анотаційна дошка на честь Л.М. Толстого
Меморіальна дошка на честь М.Д. Романова
Меморіальна дошка на честь М.І. Пирогова
Меморіал робітникам і службовцям трамвайного депо на Лук'янівці в Києві
Меморіальна дошка на честь А.О. Сапєгіна
Меморіальна дошка на честь П.М. Усенка
Пам'ятник Степану Тимошенку
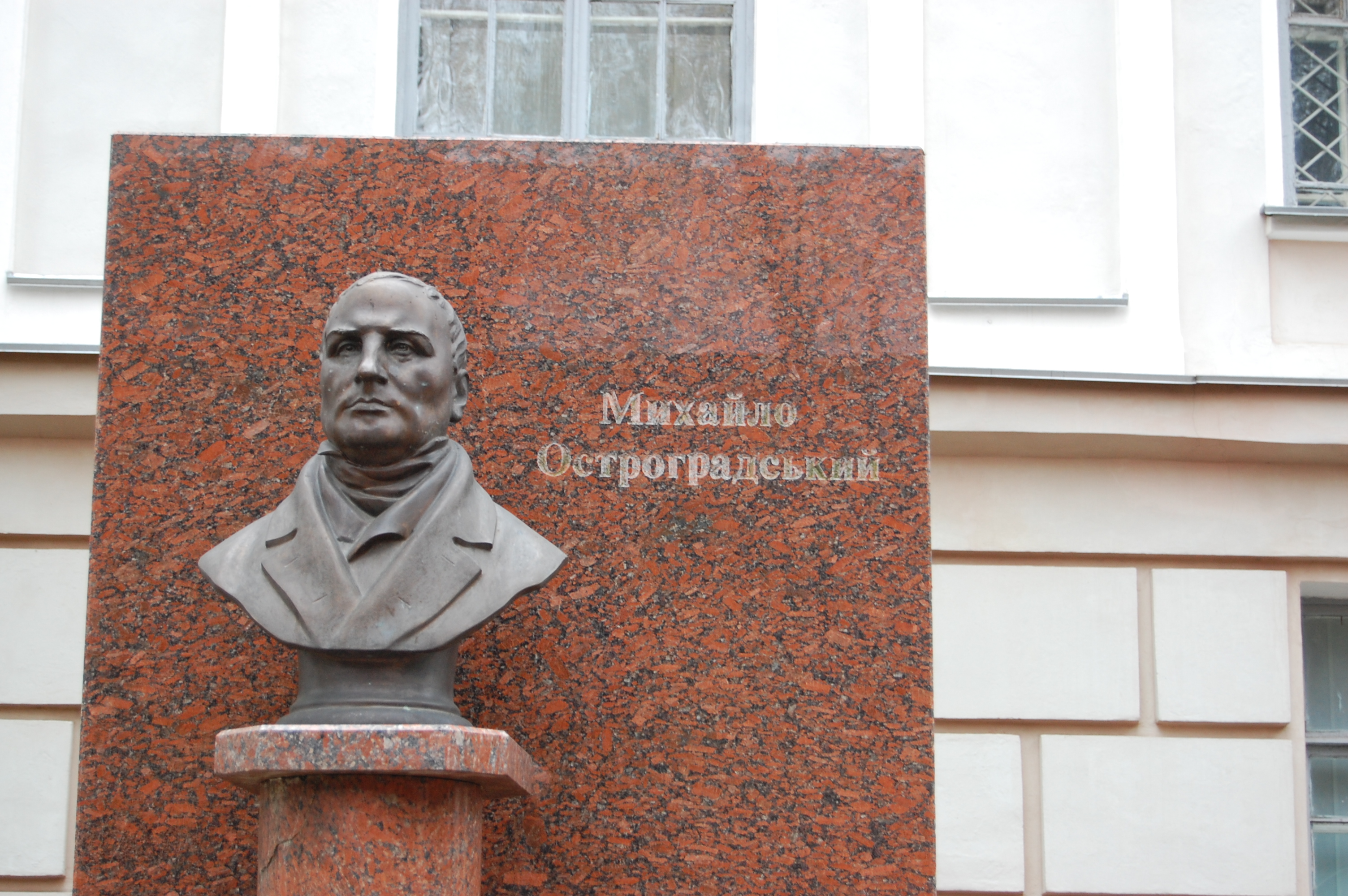
Пам'ятник Миколі Остроградському